# پریا راینا
پریا راینا (به انگلیسی: Priya Raina) بازیگر، کمدین، مجری تلویزیون، صداپیشه هندی است.
از کارهای معروف او می‌توان به بازی در فیلم فلفل دلمه‌ای اشاره کرد.